# カーテンコール

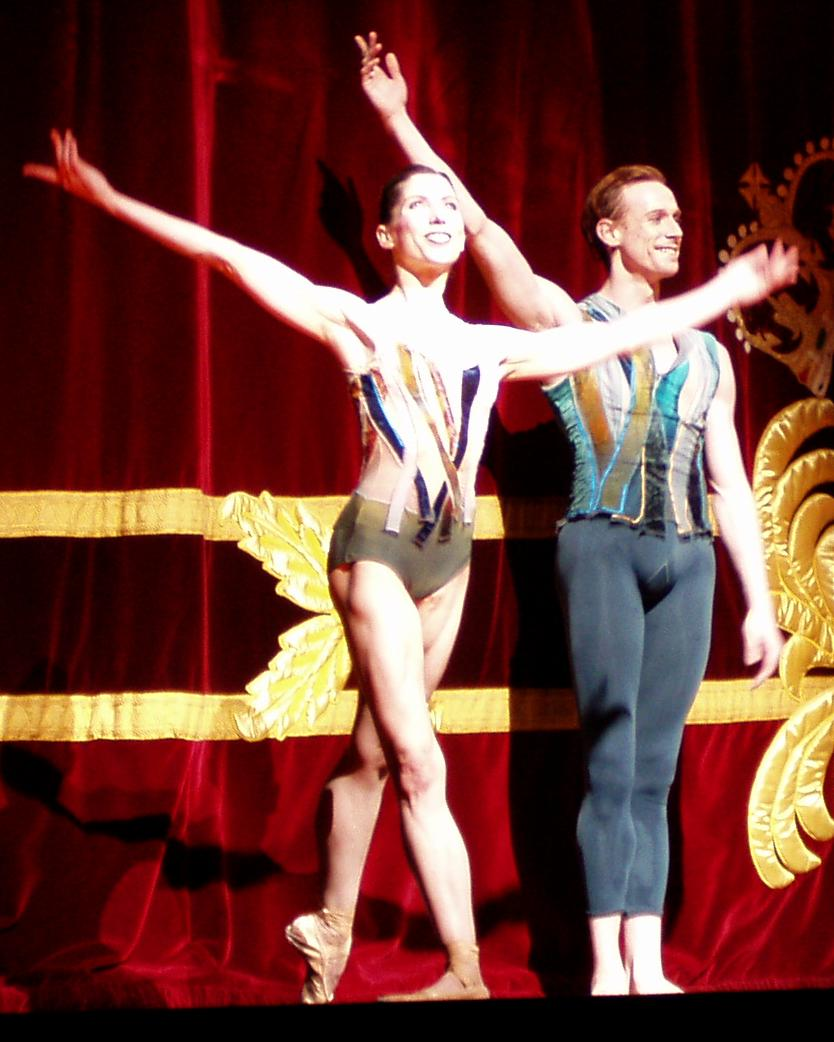
カーテンコールに応えるリャーン・ベンジャミン (ロイヤル・バレエ団）

カーテンコール （英：curtain call） とは、オペラ、バレエ、演劇、ミュージカルなどにおいて、歌手・バレエダンサー・俳優、指揮者・演出家が舞台上に現れて観客に挨拶することをいう。通常はお辞儀や手を振ったりして観客の拍手や歓声に応えるだけだが、一連の公演の初日、千秋楽などの節目では代表者が謝辞を述べる場合もある。

## 概要
客席と舞台は通常は緞帳により仕切られているが、その緞帳が上がることからこの名で呼ばれるようになった。舞台本編の終了後に行われるのが通例だが、各幕の終了後に行われることもある。
アンコールとしばしば混同されがちだが、カーテンコールは曲など追加のパフォーマンスをねだるのではなく、単に登場を要求するものである。幕を完全に開けて、端役や合唱など全員が集合する形式を特に「アンサンブル・カーテンコール」と呼ぶ。拍手に応えながら、主要出演者が手をつないで舞台前方へ走り寄って場を盛り上げるような趣向も多く行われている。
新作の披露公演などでは一張羅を着込んだ原作者、作曲家までもがカーテンコールに現れることがある。しかし作品そのものが失敗に終わった場合はしらけムードを助長することにもなりかねず、制作者側の安易なカーテンコール期待はむしろリスクを孕んでいるともいえる。
近年のデジタルカメラ、スマートフォンの普及が進み、会場内の写真撮影を公演中は禁止している（コンサートのアンコール中も含む）が、カーテンコールの時間に関しては、スマートフォンの内蔵カメラ、またはそれに準じるコンパクトデジタルカメラ（この場合でも、立席やフラッシュ、動画使用禁止）に限定する形で、SNSでの拡散によるファン拡大を念頭に置いて撮影を認める公演が増えている。但し一部の公演ではカーテンコール、あるいは、特に邦楽、洋楽の公演の前後も含め全面的に撮影禁止の箇所があり、公演主管者への確認を要する。

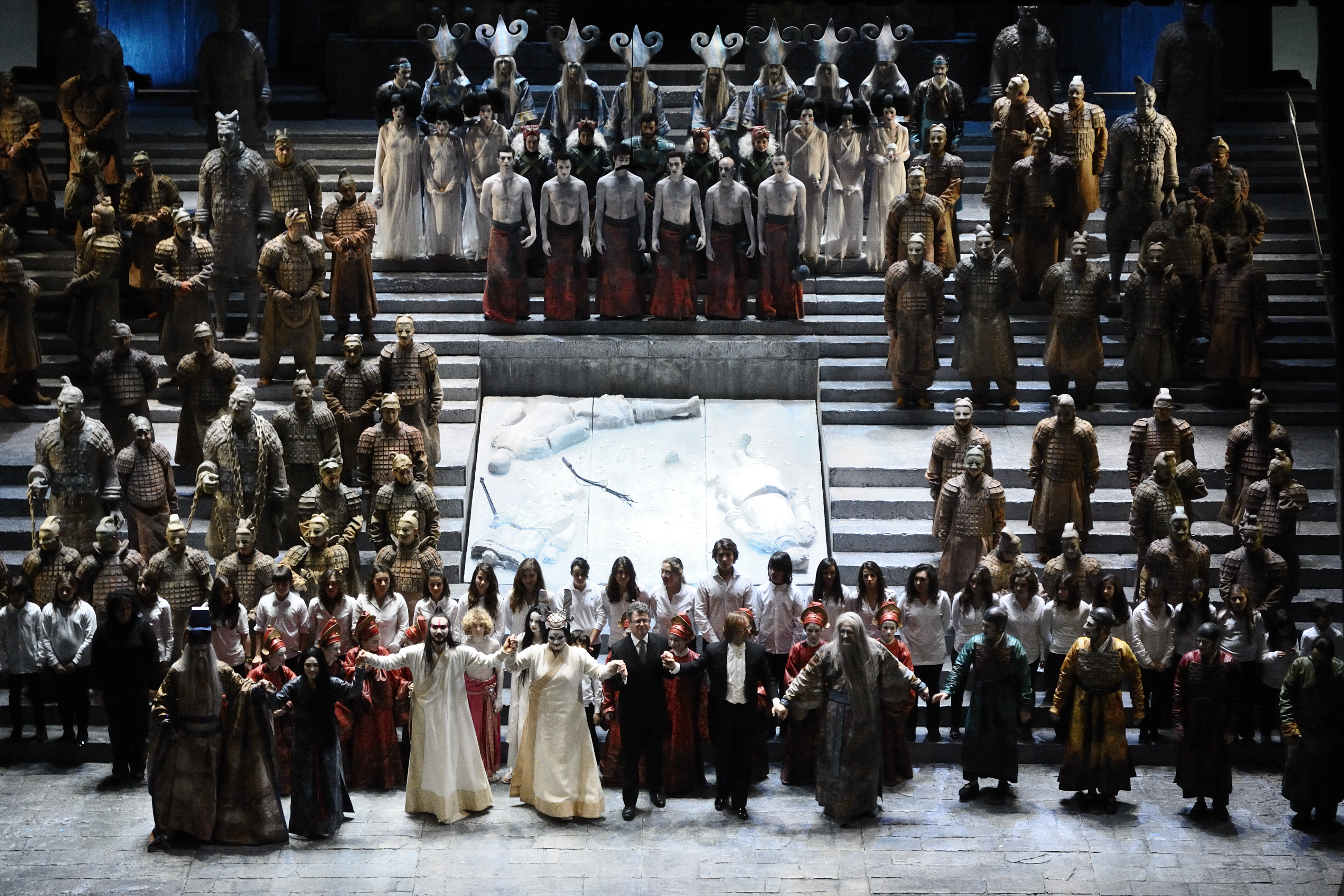
ボローニャ市立劇場で上演されたロベルト・デ・シモーネ監督によるトゥーランドットでのカーテンコール。2012年1月

### オペラ
声域の低い歌手から順にバス、バリトン、メゾソプラノ、テノール、ソプラノの順に現れるのが一つの典型であるが、タイトル・ロールは声域に関わらず最後に舞台に登場する（例えばリゴレット役のバリトン、カルメン役のメゾなど）のが慣例となっている。また、アンサンブル・カーテンコールでは、役の重要度の昇順（合唱、端役、脇役、主役の順）に登場する場合が多い。キャストの挨拶が一段落した段階で、主役女性歌手（女性指揮者の場合は主役男性歌手）が舞台袖まで出迎えて指揮者を登壇させ、指揮者が舞台から合図してオーケストラを起立させる（近年は出迎えを省略する例も見られる）。新制作の初日などには加えて演出家(場合によってはデザイナーやプロデューサーなど他のスタッフも）が登壇することもある。オペラは幕ごとにカーテンコールが行われることが多いが、指揮者とオーケストラの挨拶は最終幕後にしか行なわれない（ただし、序曲、前奏曲、間奏曲などの演奏後には指揮者がオーケストラを起立させてピット内からお辞儀することが多い）。
各人が登場した際の拍手や歓声の大きさ、花束の数、ブーイングの有無などはその歌手の当日の出来に対する客席からの評価や平生からの人気度の一種のバロメーターである。そこで現れた評価の差異が共演者間の不和を招くこともあるため、劇場によってはアンサンブル・カーテンコールを一回行うのみで、独唱者が個別にカーテンコールを受けることを禁止する場合もある。
時には個別の歌手の名前だけが叫ばれ、舞台に何度も呼び返されて賛辞を受ける場合もある。ギネスブックによれば、そのような「カーテンコール回数の記録」は、1988年、ベルリンでのドニゼッティ『愛の妙薬』においてルチアーノ・パヴァロッティの受けた165回であるとされる。
オペレッタの場合などは、カーテンコールにオーケストラがメドレー演奏をつけるケース（舞台上で唱和したり踊ったりして実質的なアンコールと化すこともある）が多く、近年は特に定番化している。

### バレエ
指揮者 （まれに振付家も） を交えたアンサンブル・カーテンコールを2～3回行った後、ソリスト、タイトル・ロール （または主役）を踊ったプリンシパルの順に登場する。外国バレエ団の来日公演では数年に一度の機会とあって熱狂的な拍手を受ける場合がほとんどである。贈呈した花束をオーケストラピットの端まで落下の危険を冒して受け取りに来てくれた例もある。
ごく稀ではあるが、カーテンコール終了後にダンサーの階級昇格の発表がバレエ団内部で行われることがあり、客席には通知されないが緞帳の向こうでバレエ団員による拍手が聞こえることがある。

### 演劇やミュージカル
役の重要度の昇順、即ち、合唱、端役、脇役、主役、タイトル・ロールもしくは座長の順で登場する場合が多い。重要度の低い役は数人まとめて登場し、脇役は2人もしくは3人、主役は一人ずつ登場し、客席に挨拶をする。

### スポーツ
NBAなどのスポーツにおいてもスター選手に対するカーテンコールが行なわれることがある。MLBではホームランを打った選手がベンチに下がった後も観客が拍手を続け、選手がベンチから出てきてヘルメットを掲げて応えることがあるが、これもカーテンコールと見なすことができる。